# Samuel Paty-gyilkosság
A Samuel Paty-gyilkosság 2020. október 16-án a franciaországi Conflans-Sainte-Honorine-ban elkövetett iszlamista terrorcselekmény. A 18 éves, csecsen származású Abdoullakh Anzorov „Allah akbar” kiáltással meggyilkolta és lefejezte a 47 éves, francia származású Samuel Paty középiskolai történelem–földrajz szakos tanárt, mert a szólásszabadságról szóló tanóráján Mohamed prófétáról készült Charlie Hebdo-karikatúrát mutatott be.

## Előzmények
Abdullah Anzorov hatévesen, 2008-ban érkezett menekültként Franciaországba. A normandiai Évreux-ben élt, nagyjából száz kilométerre a gyilkosság helyszínétől. Korábban sem a tanárt, sem az iskolát nem ismerte.  Féltestvére 2014-ben csatlakozott az Iszlám Államhoz.
2020 október elején Samuel Paty iskolai tanár az erkölcsi és állampolgári nevelés tanóráján – miközben a szólásszabadságról beszélgettek – néhány tizenéves diákjának megmutatta Mohamed prófétának a Charlie Hebdo szatirikus magazinban megjelent karikatúráját. A 2015-ös Charlie Hebdo szerkesztőségében elkövetett vérengzés óta mindig így vezette fel az óráin a vélemény- és szólásszabadság kérdését.
Egy 13 éves kislány otthon azzal magyarázta iskolai távolmaradását, hogy tanára, Paty kiküldte a muszlim diákokat az óráról, amelyen Mohamed meztelen karikatúráját mutatta fel. Brahim Chnina, a diáklány apja ezután azzal vádolta meg a tanárt, hogy pornográfiát terjesztett az iskolában. Az iskola nevét és címét is megnevezte a közösségi médiában, a többi szülőt pedig arra biztatta, hogy támogassák a tiltakozását. Paty „gonosztevő” – írta. Chnina a rendőrségen is feljelentette a tanárt.
Egy szélsőséges franciaországi imám, Abdelhakim Sefrioui felkarolta Chnina panaszát. Egy héttel a gyilkolásság előtt szintén a közösségi médiában közzétett videókon „vouyou”-nak, azaz gazembernek nevezte a tanárt, és követelte, hogy rúgják ki a munkahelyéről. 
A lány csak fél évvel később, 2021 márciusában vallotta be szüleinek, hogy azokban a napokban az iskola helyett csavargott. Egészen más okokból kitiltották ki két napra, a történetet pedig csak azért találta ki, hogy elterelje apja figyelmét a saját vétségéről.

## Büntetőeljárás
2023 novemberében hat, az eset idején 13–15 éves diákot ítélt felfüggesztett börtönbüntetésre a fiatalkorúak bírósága, ötüket súlyos testi sértés elkövetésére irányuló összeesküvés, a hatodikat rágalmazás miatt. A lány, akinek a hazugsága miatt az egész ügy elindult, rágalmazás miatt 18 hónap felfüggesztett börtönbüntetést kapott. A tárgyalás zárt ajtók mögött zajlott és a vádlottak neve szigorúan titkos volt.
A gyilkosságban érintett felnőttek esetében 2024 decemberében nyolc embert ítéltek el első fokon terrorizmus támogatása miatt: Anzorov barátait, akik segítettek fegyvereket vásárolni a támadáshoz, és elfuvarozták a férfit Paty iskolájához; azokat, akik chatszobákban szították az indulatokat a tanár ellen, vagy elmulasztottak bármit is tenni a gyilkosság megakadályozásának érdekében. Brahim Chnina 13 év börtönt kapott.

## Külső hivatkozások
- Samuel Paty az életével fizetett, mert diákja saját bőrét mentve ráharagította szélsőséges apját – Euronews.com, 2023. december 5.